# エセル・リード
エセル・リード（Ethel Reed、1874年3月13日 - 1912年）はアメリカ合衆国のイラストレータである。アレス・ラッセル・グレニー(Alice Russell Glenny:1858–1924)と並んでアメリカ合衆国における女性イラストレータの草分けである。

## 略歴

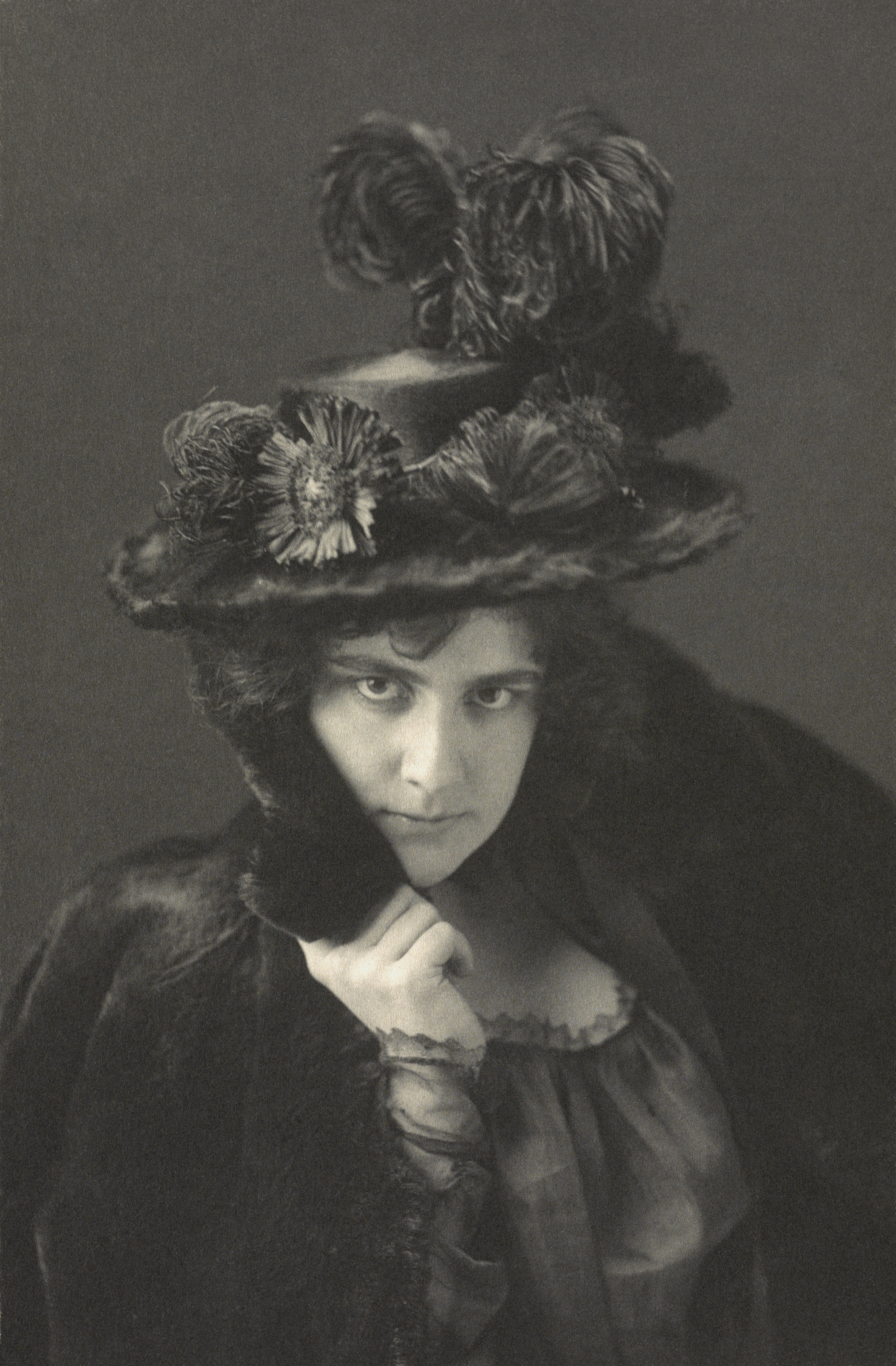
F.B.ジョンストンの撮影による肖像写真

マサチューセッツ州のニューベリーポートで生まれた。10代で父親を亡くし、母親のために早くから働かなければならなかった。1890年にボストンに移り、1893年にしばらく、ボストンの私立の美術学校カウルズ・アート・スクール(Cowles Art School)に入学し、翌年にはリードの作品は注目されるようになり、「ボストン・ヘラルド」「The Boston Illustrated」といったボストンの新聞に作品が掲載された。ボストン、ニューヨークなどを基盤とする出版社、Lamson Wolffe and Co.に雇われ、出版物の宣伝ポスターや書籍の表紙、ビネット(書籍の飾り図案)をデザインした。また子供向けの絵入り雑誌の挿絵も製作した。この頃、アメリカにおける女性写真家のパイオニアであるフランシス・ベンジャミン・ジョンストンの撮影したリードの肖像写真が残された。
ボストンの名士の息子で、画家、美術評論家のフィリップ・レスリー・ヘールのアシスタントになり、一旦、婚約するが、1896年の夏、母親とヨーロッパに旅するために別れ、ロンドンに住むことに決めた。挿絵入り季刊文芸誌「イエロー・ブック」のイラストレーターとして1897年5月頃まで働き、その後「パンチ」など別の雑誌の仕事もした。
その後ボストンに戻って仕事をした記録などが見られるが、確度の高い記録は見られず、1900年頃には活動は見られなくなっている。伝記作家の一人は1912年にアルコールや睡眠薬の過剰摂取で没したとしている。

## 作品

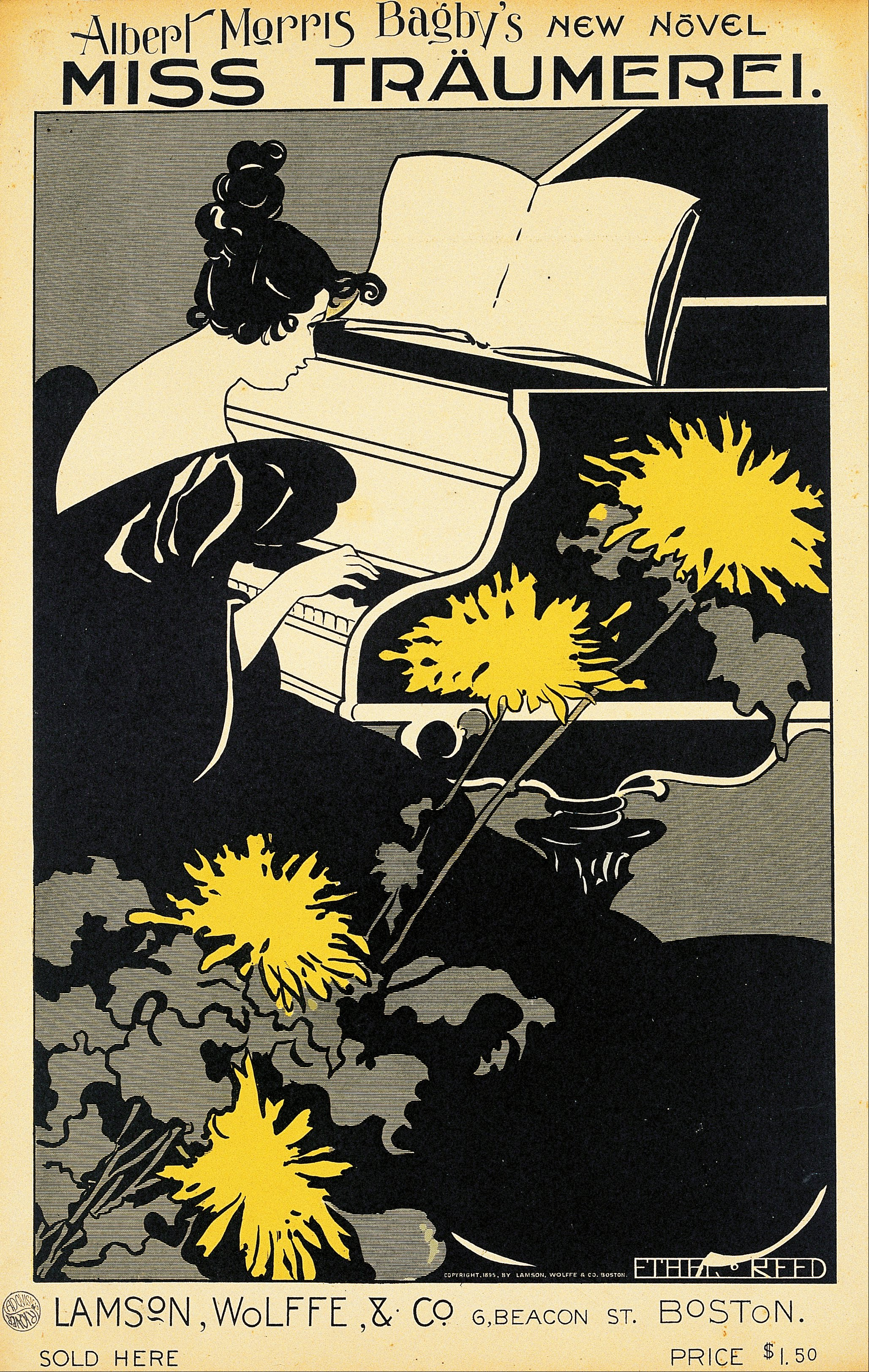
小説の表紙絵(1895)
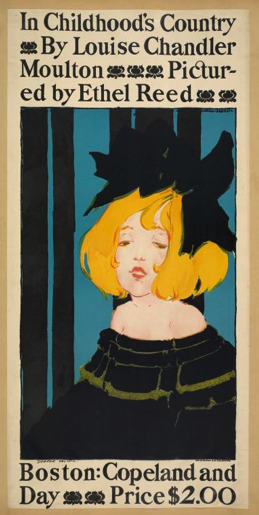
雑誌の広告ポスター(1896)
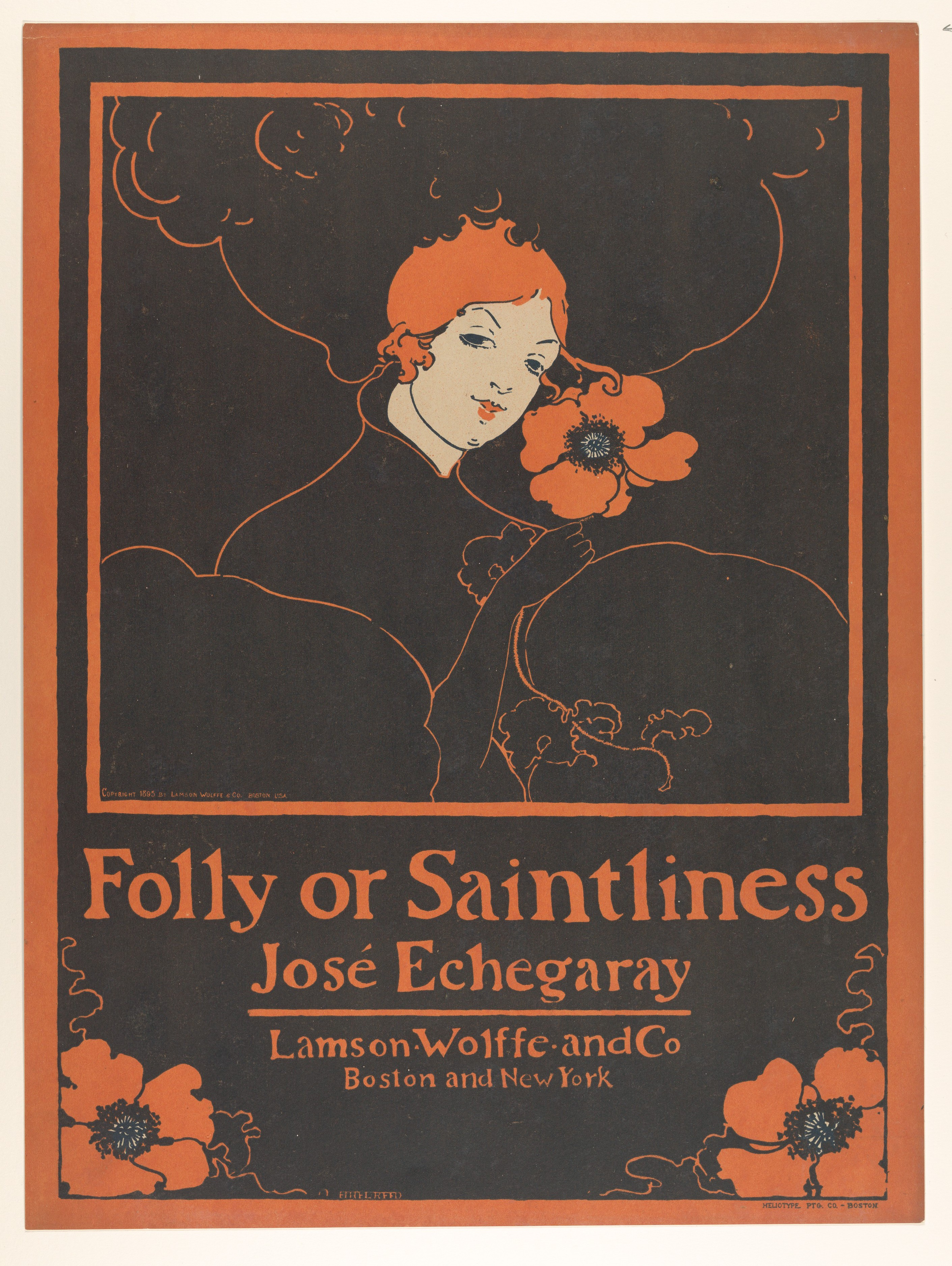
ポスター(1895)
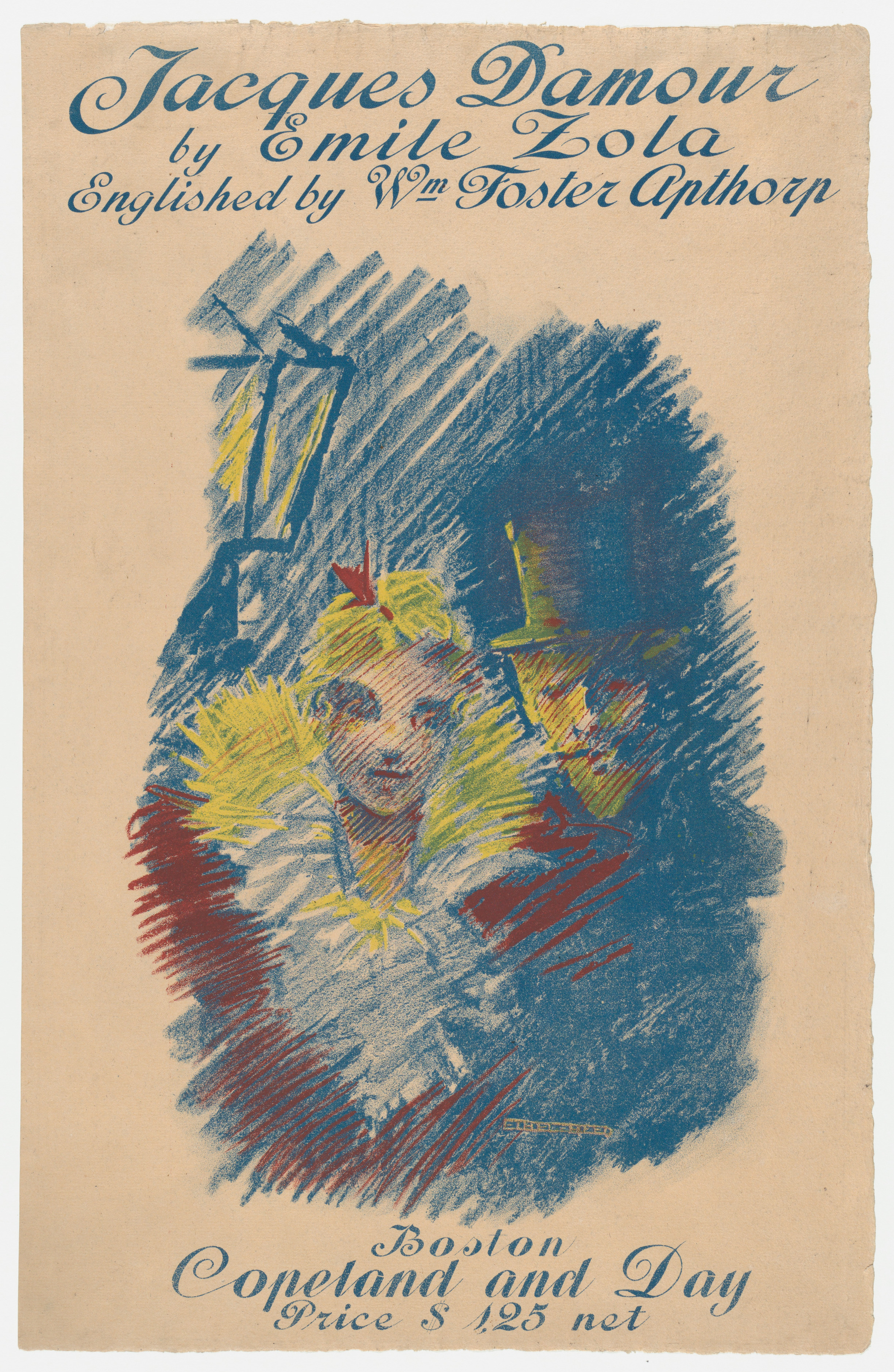
ゾラ『ジャック・ダムール』翻訳本のポスター
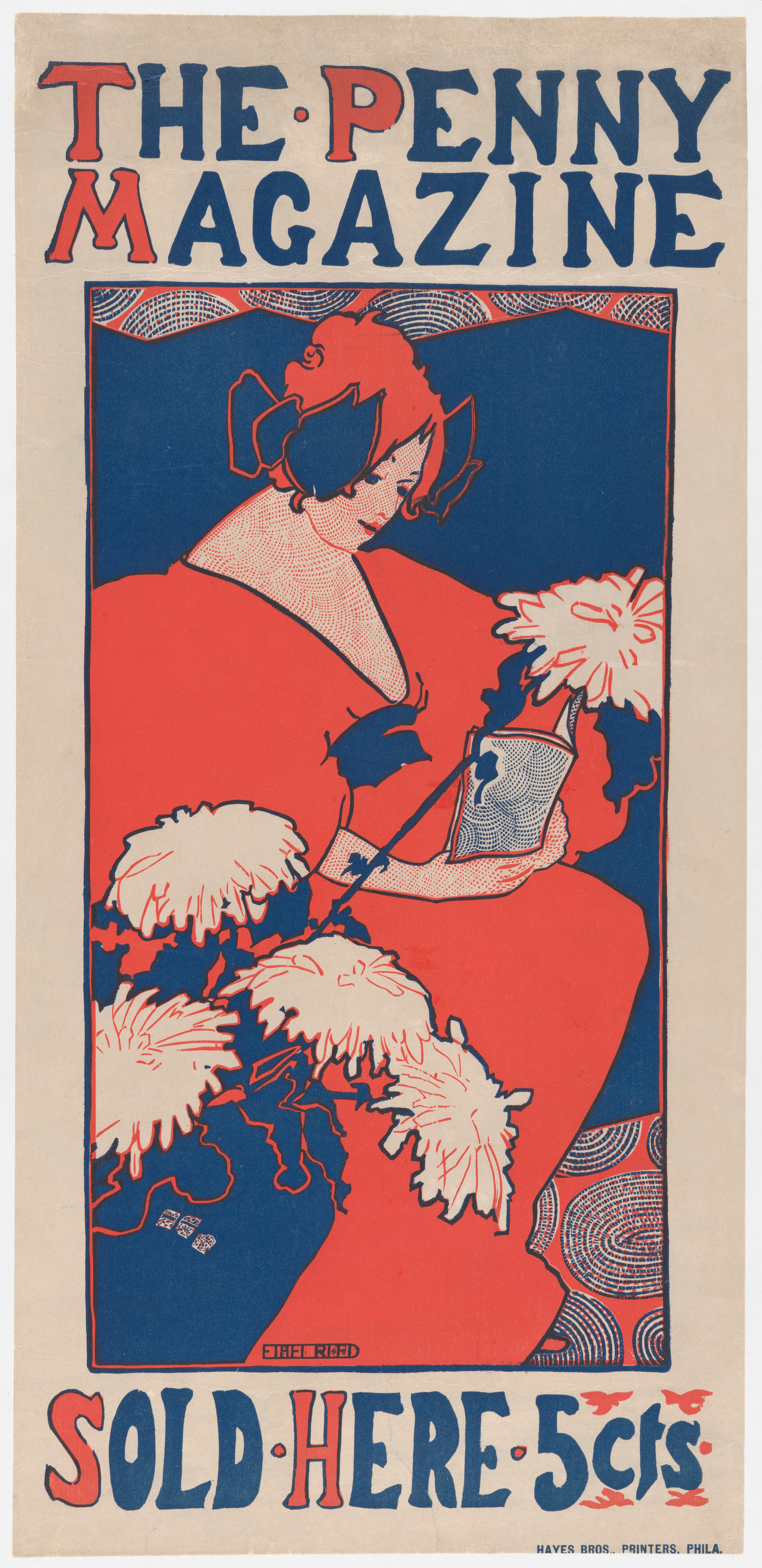
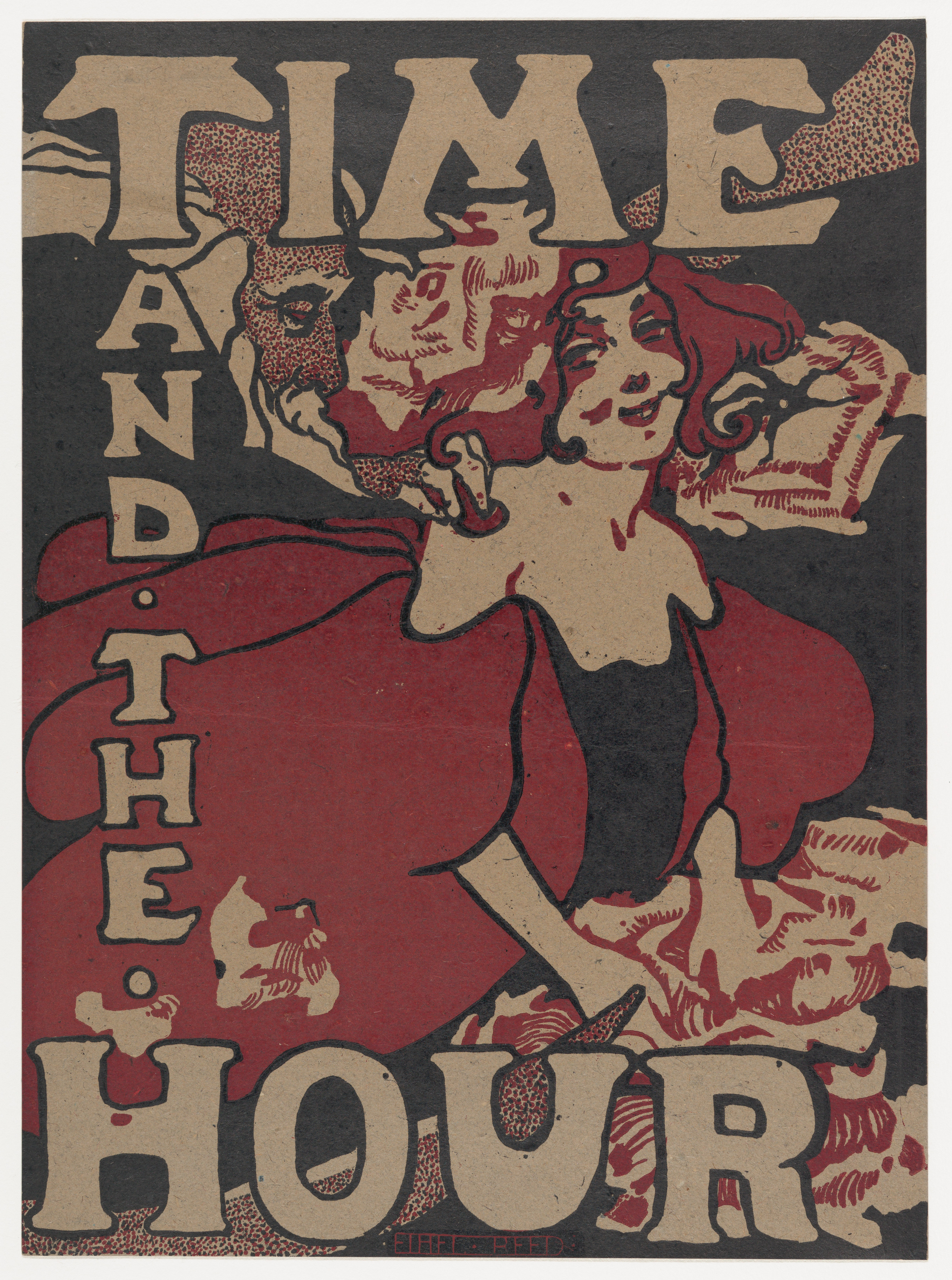
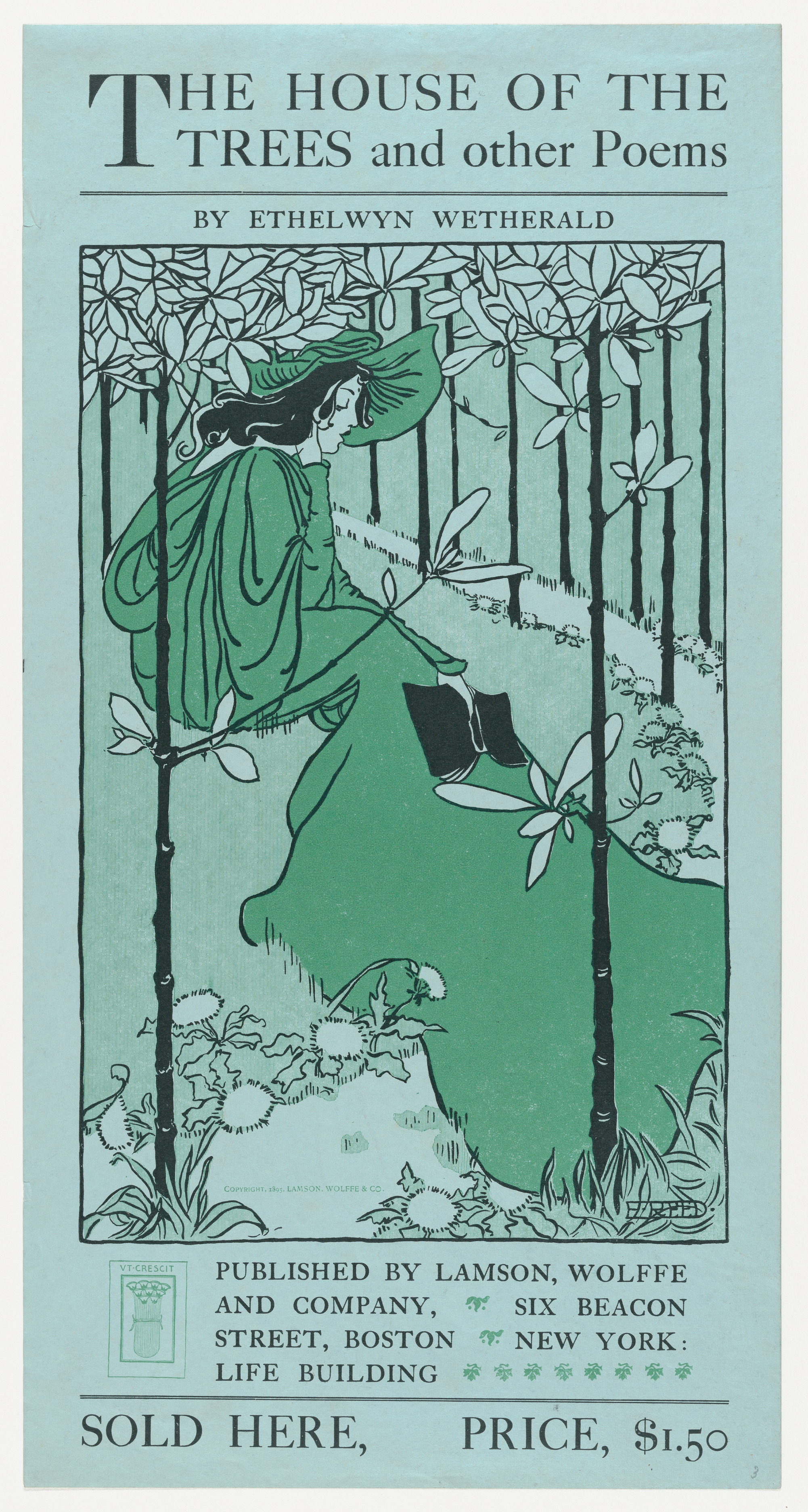
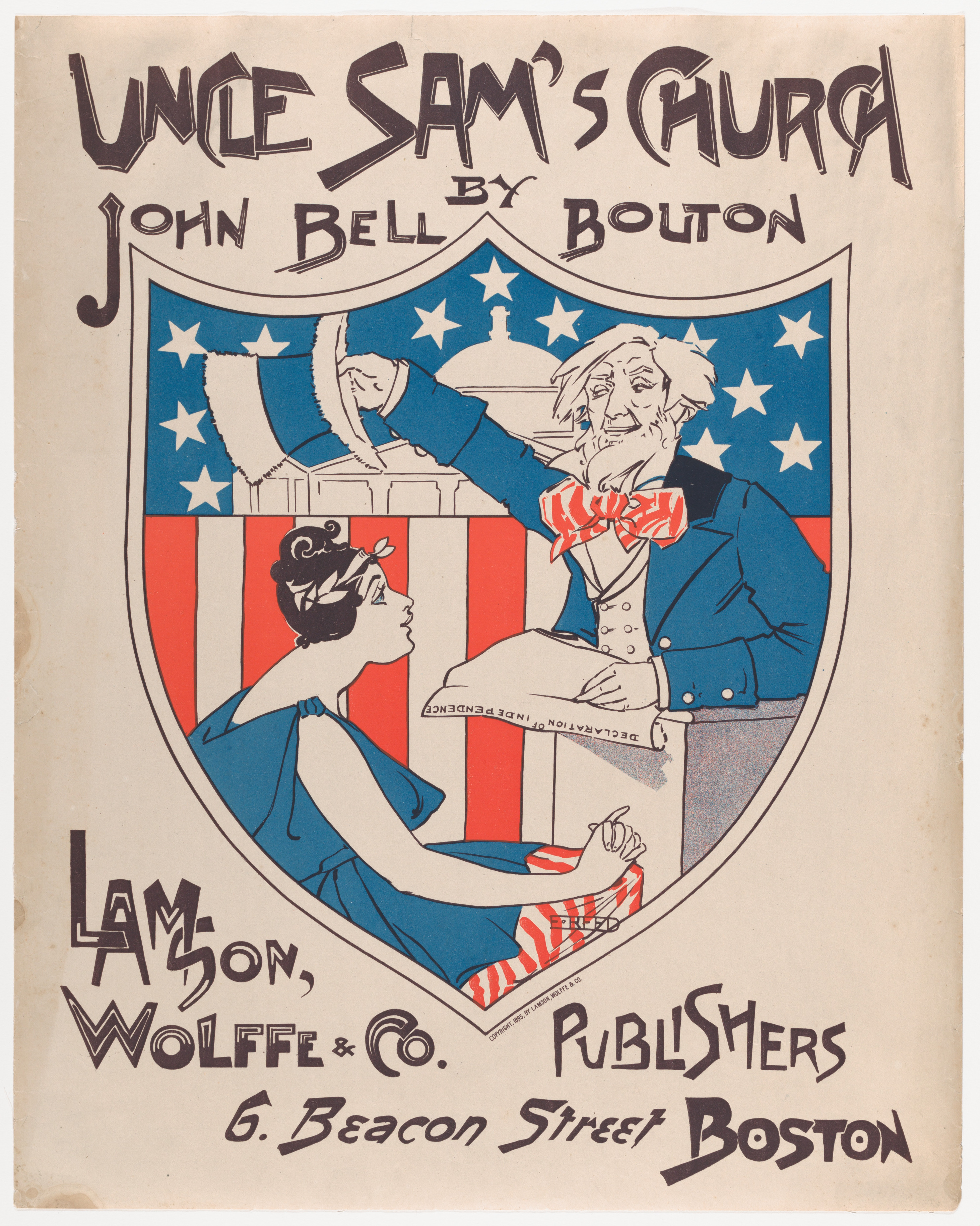